# Lista de deputados estaduais de Mato Grosso do Sul da 4.ª legislatura
Esta é a lista de deputados estaduais de Mato Grosso do Sul eleitos para a 4.ª legislatura. São relacionados os parlamentares que assumiram o cargo em 1.º de fevereiro de 1991, o partido pelo qual foram eleitos e a quantidade de votos que receberam naquela eleição. O mandato expirou em 31 de janeiro de 1995.
Também há a lista dos suplentes que assumiram durante a legislatura.

## Mesa diretora

### Primeira mesa
Na primeira metade do mandato, Londres Machado foi eleito presidente.
|  | Cargo               | Nome              | Partido |
|  | ------------------- | ----------------- | ------- |
|  | Presidente          | Londres Machado   | PST     |
|  | 1.° Vice-presidente | Roberto Razuk     | PDT     |
|  | 2.° Vice-presidente | Humberto Teixeira | PRN     |
|  | 3.° Vice-presidente | Eder Brambilla    | PSDB    |
|  | 1.° Secretário      | Armando Anache    | PTB     |
|  | 2.° Secretário      | Waldemir Moka     | PMDB    |
|  | 3.° Secretário      | Cícero de Souza   | PFL     |

### Segunda mesa
Na segunda metade do mandato, Cícero de Souza foi eleito presidente.
|  | Cargo               | Nome             | Partido |
|  | ------------------- | ---------------- | ------- |
|  | Presidente          | Cícero de Souza  | PFL     |
|  | 1.° Vice-presidente | Alberto Rondon   | PST     |
|  | 2.° Vice-presidente | Akira Otsubo     | PSDB    |
|  | 3.ª Vice-presidente | Marilene Coimbra | PDS     |
|  | 1.° Secretário      | Franklin Masruha | PMDB    |
|  | 2.° Secretário      | Roberto Razuk    | PDT     |
|  | 3.° Secretário      | Waldir Neves     | PTB     |

## Lista de parlamentares
|  | Nome                                         | Partido | Votos nominais | Referências |
|  | -------------------------------------------- | ------- | -------------- | ----------- |
|  | Alberto Rondon                               | PST     | 14.816         | [ 2 ]       |
|  | Aluízio Borges                               | PTB     | 6.597          | [ 3 ]       |
|  | André Puccinelli                             | PMDB    | 13.764         | [ 4 ]       |
|  | Armando Anache                               | PTB     | 6.771          | [ 5 ]       |
|  | Cícero de Souza                              | PFL     | 7.696          | [ 6 ]       |
|  | Claudinei da Silva                           | PTB     | 7.430          | [ 3 ]       |
|  | Eder Brambilla                               | PSDB    | 8.379          | [ 5 ]       |
|  | Fernando Saldanha                            | PTB     | 12.413         | [ 3 ]       |
|  | Franklin Masruha                             | PMDB    | 7.904          | [ 3 ]       |
|  | Humberto Teixeira                            | PRN     | 9.145          | [ 3 ]       |
|  | José Carlos Monteiro                         | PDT     | 8.079          | [ 3 ]       |
|  | José Pedro Batiston                          | PST     | 6.985          | [ 3 ]       |
|  | Loester Nunes                                | PDT     | 6.797          | [ 3 ]       |
|  | Londres Machado                              | PFL     | 26.355         | [ 7 ]       |
|  | Maurício Picarelli                           | PST     | 13.992         | [ 3 ]       |
|  | Oscar Goldoni                                | PDT     | 17.520         | [ 8 ]       |
|  | Roberto Razuk                                | PDT     | 11.130         | [ 9 ]       |
|  | Santos Tomazelli                             | PST     | 9.194          | [ 3 ]       |
|  | Valdenir Machado                             | PMDB    | 12.681         | [ 10 ]      |
|  | Valdomiro Gonçalves                          | PTB     | 8.926          | [ 11 ]      |
|  | Waldemir Moka                                | PMDB    | 11.403         | [ 12 ]      |
|  | Waldir Neves                                 | PTB     | 7.215          | [ 13 ]      |
|  | Wilson Roberto Mariano de Oliveira           | PTB     | 7.074          | [ 3 ]       |
|  | Zeca do PT (José Orcírio Miranda dos Santos) | PT      | 4.217          | [ 14 ]      |

## Lista de suplentes que assumiram durante a legislatura
|  | Nome                     | Partido | Referências |
|  | ------------------------ | ------- | ----------- |
|  | Akira Otsubo             | PSDB    | [ 1 ]       |
|  | Marilene Coimbra         | PDS     | [ 1 ]       |
|  | Paulo Pedra              | PRN     | [ 1 ]       |
|  | Sebastião Nogueira Faria | PST     | [ 1 ]       |